# 동트는 로맨스
<동트는 로맨스>는 유월 작가가 네이버 웹툰에서 매주 토요일에 연재 중인 대한민국의 웹툰이다. 장르는 스토리, 로맨스이다.

## 줄거리
(공식 사이트에 기재되어있는 줄거리)
필름이 끊긴 사이, 짝사랑 후배와 무슨 일이...?!
어리둥절해도 어쨌든 해는 뜬다, 귀염뽀짝 청춘로맨스

## 등장인물

### 주요 등장인물
- 동새벽(25세)

: 동트는 로맨스 첫번째 에피소드의 남주인공. 친한 후배인 서광채를 짝사랑하고 있는 대학생. 동여명의 쌍둥이 동생. MBTI는 ESFJ(2020 최애캐의 MBTI에서 언급). 큰 키와 무서운 인상 탓에 다가가기 어려워 보이지만, 알고 보면 다정하고 사려 깊다. 다만 소심하고 눈치가 많이 없는 편. 친구인 나올래의 소개로 서광채를 알게 되었다. 연애에 있어서는 자존감이 낮은 편이라 고민이 많다. 학기 초 개강파티 술자리에서 의도치 않게 과음을 하고, 밖에 나가 바람을 쐬던 중 서광채와 대화를 나누다가 그만 필름이 끊기고 만다. 서광채와 사귀고 있다.
- 서광채(23세)

: 동트는 로맨스 첫번째 에피소드의 여주인공. 동새벽과는 같은 과 친한 후배 사이. MBTI는 ENTP(2020 최애캐의 MBTI에서 언급). 햄스터 같은 귀여운 외모에 아닌 건 아니라고 꼭 말하는 노빠꾸 성격을 갖고 있는 독특한 매력의 소유자. 주변 인물들도 서광채를 햇살 같은 존재로 보며 예뻐한다. 같은 과 친한 선배인 나올래의 소개로 동새벽을 알게 되었고, 동선이 자주 겹쳐 낯 가릴 틈도 없이 친해지게 되었다. 동새벽에게 형이라 부르며, 동새벽과 사귀고 있다.
- 동여명(25세)

: 동트는 로맨스 두번째 에피소드의 여주인공. 동새벽의 쌍둥이 누나. MBTI는 ENTJ(2020 최애캐의 MBTI에서 언급). 안동백과는 고등학생 때부터 알았고 5년째 연애 중이다. 고등학생 때 전교 회장이었고, 잘생긴 외모로 늘 인기가 많았으며 자신감도 늘 넘친다. 다만 동새벽과 마찬가지로 눈치가 많이 없는 편. 모두에게 별 뜻 없이 잘해줘서 의도치 않게 많은 사람들을 반하게 한다. 안동백과의 평온한 연애 생활을 이어가던 중, 처음으로 위기를 맞게 된다.  
- 안동백(24세)

: 동트는 로맨스 두번째 에피소드의 남주인공. 동여명과는 고등학생 때부터 알았으며 5년째 연애 중이다. 눈치가 빨라 다른 사람들을 잘 이용해먹고, 계산적인 면모가 있다. 하지만 동여명이라면 죽고 못 사는 누나바라기. 동여명의 이상형에 가까운 사람이 되기 위해서 엄청난 노력을 했다. 동여명과의 행복한 연애 생활을 이어가던 중, 동여명이 어딘가 이상해졌다는 것을 눈치챈다.    
- 주효신(23세)

: 동트는 로맨스 세번째 에피소드의 여주인공. 서광채와는 친한 동기이며 선배인 동여명, 동새벽과도 야, 너 하며 지낸다. 공식 주당으로 개강파티에서 동새벽의 물컵에 소주를 부어 취하게 만든 주범이기도 하다. 밤에 동물이 나오는 다큐를 보면서 눈물을 흘리는, 다소 의외의 취미를 갖고 있다(2021 만우절 특집 컷). 강서해와는 아주 어렸을 때부터 가족끼리 알고 지냈지만, 사이가 그닥 좋지는 못하다. 새 자취방을 구하면서 강서해의 옆집으로 이사를 가게 되고, 강서해와 재회한다. 강서해를 좋아하고 있었으며 사귀게 된다.
- 강서해(25세)

: 동트는 로맨스 세번째 에피소드의 남주인공. 주효신과는 어렸을 때부터 가족끼리 알고 지냈다. 주효신과 만나기만 하면 싸우지만 서로 싫어한다기에는 너무 재밌게 잘 놀곤 했다. 주효신 왈, 아주 멀쩡한 얼굴로 사람을 열받게 만드는 재능이 있다고. 몇 년만에 주효신과 재회하고 계속 알 수 없는 행동들을 하며 주효신을 혼란스럽게 한다. 속을 알 수 없는 인물. 주효신을 좋아하고 있었으며 주효신과 사귀고 있다.
- 나올래(25세)

: 위 등장인물들 중 강서해를 제외한 모든 인물과 친한 사이. 동새벽, 동여명과는 과 동기, 서광채, 주효신과는 과 선후배 사이로 모두와 스스럼 없이 지내는 캐릭터. 술자리 분위기메이커로 나올래가 취하는 모습을 본 사람이 아직 아무도 없다. 주요 등장인물 중 유일하게 러브라인이 나오지 않은 캐릭터이기도 하다.

### 그 외 등장인물
- 하준민(27세)

: 동새벽, 동여명, 나올래가 신입생이었을 때 과에서 신입생들 군기를 잡으려고 했던 선배. 자신을 따르지 않는 동여명과 동새벽을 끈질기게 괴롭혔고, 복학하고 나서도 계속 시비를 붙여왔다. 
- 서광휘

: 서광채의 언니.
- 이한나

: 고등학생 때 동여명의 학생회 친구.
- 김세련

: 강서해의 친구.
- 김창규

: 가끔 소소하게 등장해서 웃음을 주는 알바생. 주로 요식업을 3개월 해놓고 외길 인생이라고 한다. 등장할 때마다 요리의 종류가 바뀌는 것이 특징.  

## 에피소드
- 첫번째 에피소드(1화~18화)

: 동새벽과 서광채의 이야기.
- 첫번째 특별편(19화~20화)

: 소소한 일상 에피소드들 + 다음 에피소드의 예고
- 두번째 에피소드(21화~38화)

: 동여명과 안동백의 이야기.
- 두번째 특별편(39화~40화)

: 소소한 일상 에피소드들 + 다음 에피소드의 예고
- 세번째 에피소드(41화~58화)

: 주효신과 강서해의 이야기.

## 그 외
- 썸네일

스토리가 진행됨에 따라 썸네일이 바뀐다. 각 에피소드의 주인공들이 서로를 보는 표정이나 자세가 달라지고, 또 썸네일에 그려진 꽃들의 꽃말은 각 에피소드의 내용을 나타낸다.   